# Boryeong
Boryeong (en coreà: 보령시, romanització revisada: bolyeongsi, llegiu: Boryáng, també coneguda com a Daecheon) és una ciutat de la província de Chungcheong del Sud, al centre-est de la república de Corea del Sud. Està situada a uns 120 km al sud de Seül, a 40 km al nord-oest de Daejeon i a prop de la costa del mar Groc. La seva àrea és de 569.01 km² i la seva població total és de 109.000 (2010). Per la ciutat passa la carretera Seohaean (서해안 고속도로) que connecta Seül amb el sud-est del país.
Se celebra el Festival del Fang de Boryeong des del 1998 a la ciutat.